# Булбучень
Булбучень, Булбучені (рум. Bulbuceni) — село у повіті Горж в Румунії. Входить до складу комуни Кепрень.
Село розташоване на відстані 201 км на захід від Бухареста, 43 км на південний схід від Тиргу-Жіу, 46 км на північний захід від Крайови.

## Населення
За даними перепису населення 2002 року у селі проживали 587 осіб, усі — румуни. Усі жителі села рідною мовою назвали румунську.